# اشتفان اسکومال
اشتفان اسکومال (به آلمانی: Stefan Skoumal) بازیکن فوتبال و هافبک اهل آلمان است که از سال ۱۹۳۸ میلادی عضو تیم ملی فوتبال آلمان بوده‌است. وی در ۳ بازی ملی حضور داشته است و آخرین بازی ملی خود را در سال ۱۹۴۰ میلادی انجام داد. اشتفان اسکومال در بازی‌های ملی‌اش گلی به ثمر نرساند.